# 小行星9160
小行星9160是一颗围绕太阳公转的小行星。1986年10月28日，茲丹卡·瓦弗洛娃在克萊季发现了此天体。
这颗小行星的绝对星等为73.91295054530063等。